# Rheomys
Rheomys é um género de roedor da família Cricetidae.

## Espécies
- Rheomys mexicanus Goodwin, 1959
- Rheomys raptor Goldman, 1912
- Rheomys thomasi Dickey, 1928
- Rheomys underwoodi Thomas, 1906